# ظلة (عمارة)

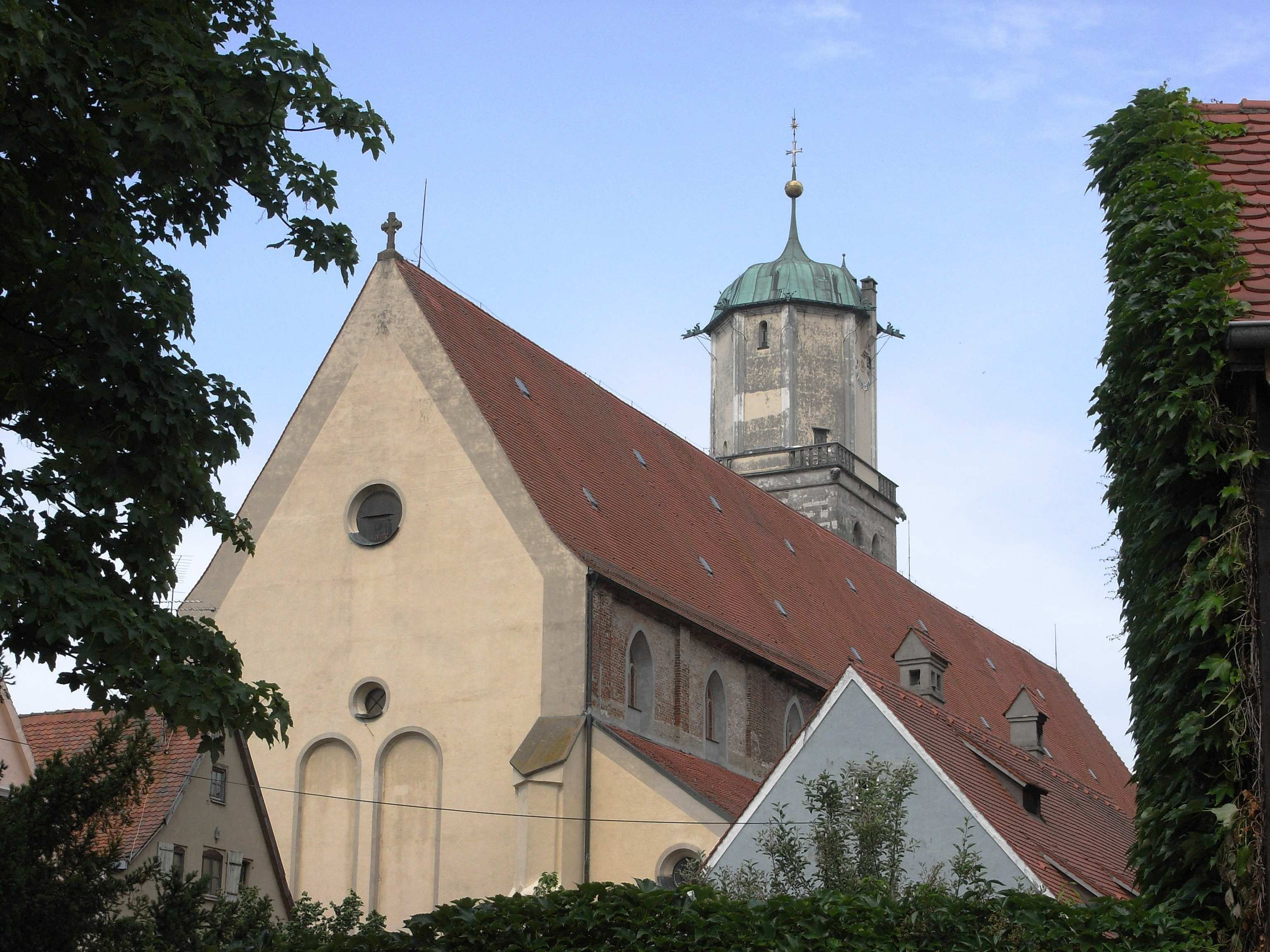
برج ظُلَّة في كنيسة شارع سانت مارتن ، ميمينجين

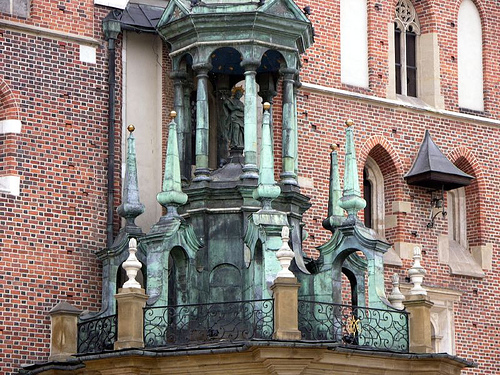
ظُلَّة من كراكوف ، بولندا.

الظُلَّة أو المِظَلّة سقف علوي أو هيكل يتم تركيب قماش أو غطاء معدني فوقه، وتكون قادرة على توفير الظل أو المأوى من الظروف الجوية المختلفة مثل الشمس والبرد والثلج والمطر. يمكن أن تكون الظُّلَّة خيمة أيضًا، بشكل عام بدون أرضية.
تشمل الظُّلَّة إسقاطات توفر الحماية من الطقس، أو مجرد زخرفة. يتم دعم هذه النوع من الظُّلَّة من خلال المبنى الذي يتم ربطها به وغالبًا أيضًا من خلال تركيب أرضي يتم توفيره بواسطة ما لا يقل عن دعامتين أو أعمدة دعم قائمة.
يمكن أيضًا أن تقف الظُّلَّة بمفردها، مثل شرفة جازيبو مغطاة بالقماش أو كابانا. يمكن أن تلبي الظُّلَّة احتياجات التصميم المختلفة. العديد من الأقمشة الحديثة طويلة الأمد، ومشرقة اللون، وسهلة التنظيف، وقوية ومقاومة لللهب. يمكن أن تكون هذه المواد من الفينيل أو الأكريليك أو البوليستر أو القماش. توفر المواد الحديثة نسبًا عالية من القوة إلى الوزن ومقاومة للتآكل. يمكن أن يؤدي الجمع الصحيح بين هذه الخصائص إلى منتجات آمنة وقوية واقتصادية وجذابة.

## التأثيل
الكلمة الإنكليزية «Canpoy» أثلها من اليونانية القديمة κωνώπειον (konópeion ، «غطاء لمنع الحشرات»)، من κώνωψ (kónops ، "cone-face")، وهو مركب باهوفريهي يعني «البعوض». قد يكون تغيير حرف "o" الأول إلى "a" نتيجة لتأثير اسم المكان كانوب الذي يُعتقد في مصر أنه مكان للرفاهية.

## أرقام التصنيف
معهد مواصفات البناء (CSI) القسم 10 التنسيق الرئيس (تشييد) نسخة 2004 :
- 10 73 16 - الظُّلَّةس
- 00 73 10 - الأغطية الواقية

التنسيق الرئيسي CSI نسخة 1995 :
- 10530 - الظُّلَّةس